# NGC 4853
NGC 4853 é uma galáxia elíptica (E-S0) localizada na direcção da constelação de Coma Berenices. Possui uma declinação de +27° 35' 45" e uma ascensão recta de 12 horas, 58 minutos e 35,4 segundos.
A galáxia NGC 4853 foi descoberta em 13 de Abril de 1831 por John Herschel.